# Saint-Sauveur (Guernesey)
Pour les articles homonymes, voir Saint-Sauveur.
Saint-Sauveur (Saint Sauveux en guernesiais, St Saviour en anglais) est une paroisse des bailliage et île anglo-normande de Guernesey, dans la Manche.

## Géographie
La paroisse est située à l'ouest de l'île de Guernesey, entre celles de Saint-Pierre-du-Bois au sud, Sainte-Marie-du-Câtel au nord et Saint-André-de-la-Pommeraye à l’est.
Elle a la particularité d’approvisionner toute l’île en eau potable grâce à son grand réservoir.

## Monument(s)
- Dolmen du Trépied.

## Jumelage(s)
- Montebourg (France), dans les départements de la Manche et (ex-)région de (Basse-)Normandie.

Cette commune s'étend sur 5,9 km² et compte 2 182 habitants depuis le dernier recensement de la population datant de 2006. Avec une densité de 370,5 habitants par km², Montebourg a connu une hausse de 7,8% de sa population par rapport à 1999.

## Administration
| Période                                             | Identité | Qualité |
| --------------------------------------------------- | -------- | ------- |
| Années                                              | ?        | ?       |
| Les données antérieures ne sont pas encore connues. |          |         |

## Paroisses limitrophes
- Saint-André-de-la-Pommeraye,
- Saint-Pierre-du Bois,
- Sainte-Marie-du-Câtel.

## Galerie

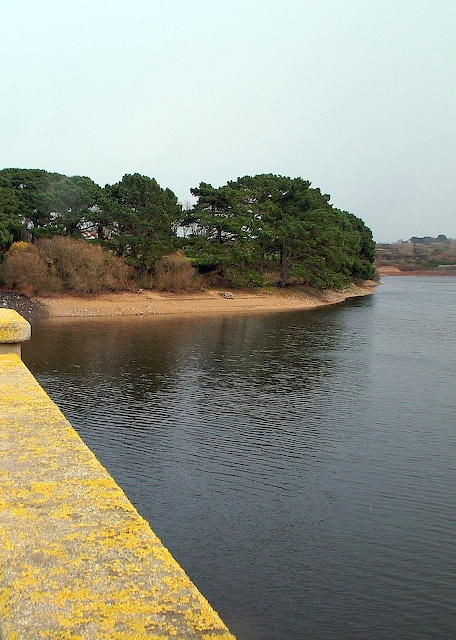
Vue du réservoir de Saint-Sauveur, qui alimente l'île en eau potable.
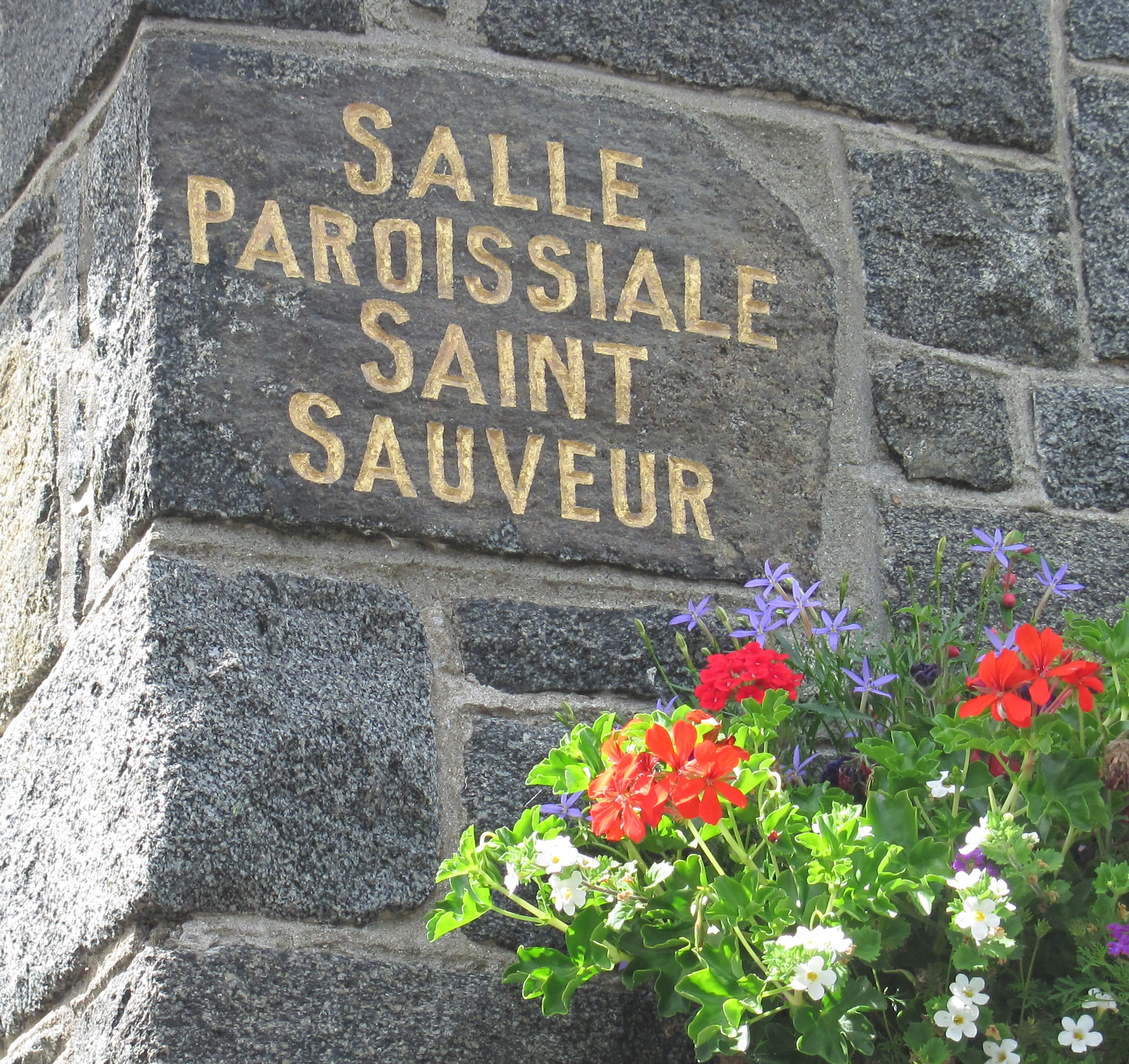
Pierre gravée « Salle paroissiale Saint Sauveur ».
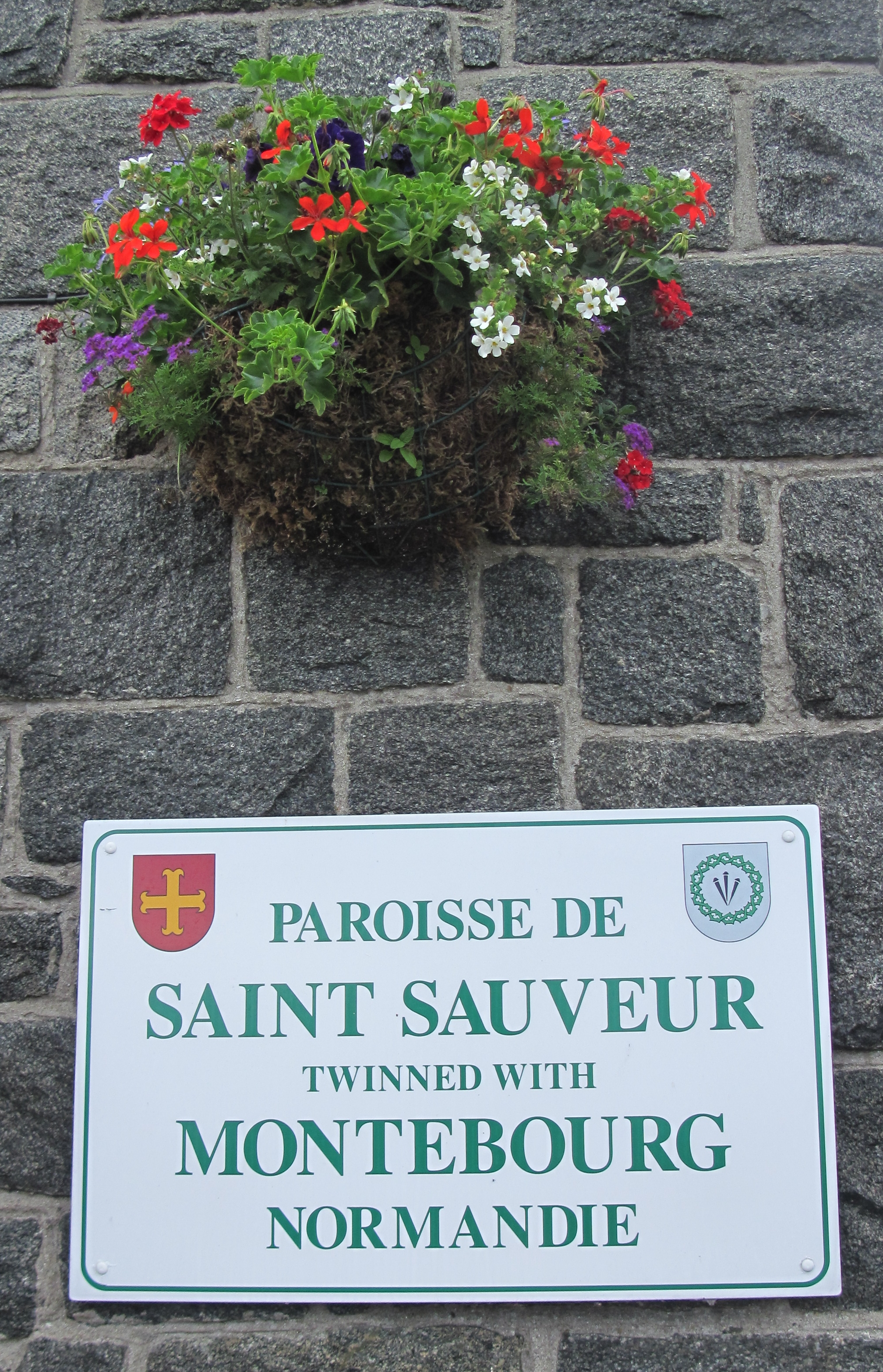
Panneau du jumelage avec Montebourg sur le continent.